# Oberlindelbach
Oberlindelbach ist ein Gemeindeteil des Marktes Igensdorf im Landkreis Forchheim (Oberfranken, Bayern).

## Geografie
Das im Erlanger Albvorland gelegene Dorf liegt etwa zweieinhalb Kilometer westlich des Ortszentrums von Igensdorf auf 382 m ü. NHN.

## Geschichte

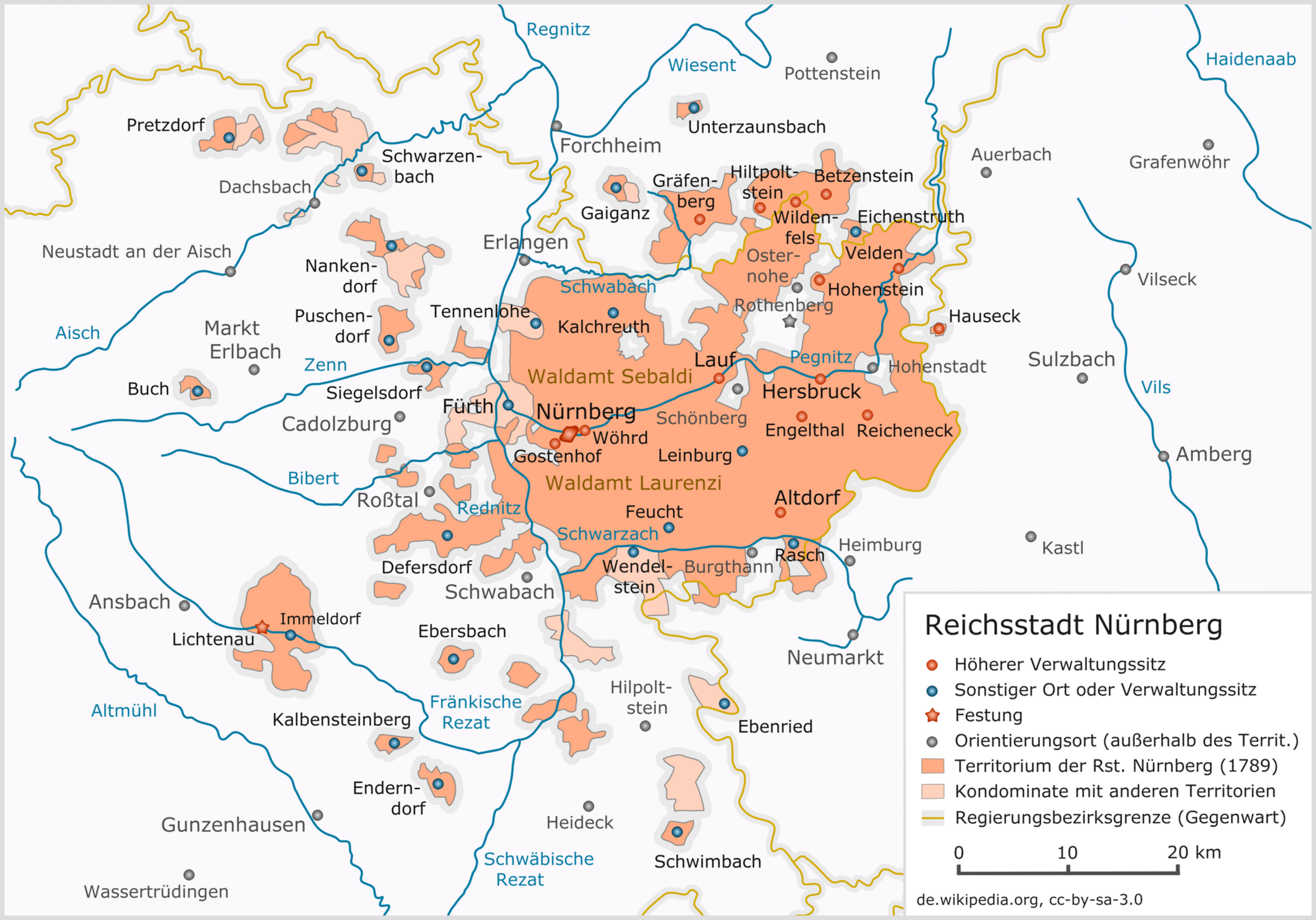
Das Landgebiet der Reichsstadt Nürnberg

Oberlindelbach wurde im Jahr 1062 zum ersten Mal urkundlich erwähnt. Bis zum Beginn des 19. Jahrhunderts unterstand Oberlindelbach der Landeshoheit der Reichsstadt Nürnberg. Die Dorf- und Gemeindeherrschaft wurde von den Nürnberger Eigenherren, der Patrizierfamilie Löffelholz von Kolberg, ausgeübt. Oberlindelbach wurde 1806 bayerisch, nachdem die Reichsstadt Nürnberg unter Bruch der Reichsverfassung vom Königreich Bayern annektiert worden war. Dabei wurde der Ort Bestandteil der bei der napoleonischen Flurbereinigung in Besitz genommenen neubayerischen Gebiete, was erst im Juli 1806 mit der Rheinbundakte nachträglich legalisiert wurde.
Durch die Verwaltungsreformen zu Beginn des 19. Jahrhunderts im Königreich Bayern wurde Oberlindelbach mit dem Zweiten Gemeindeedikt im Jahr 1818 ein Gemeindeteil der Ruralgemeinde Stöckach. Mit der Gebietsreform in Bayern wurde Oberlindelbach am 1. Januar 1972 nach Igensdorf eingemeindet.

## Verkehr
Die von Etlaswind kommende Kreisstraße FO 18 durchquert den Ort und führt weiter nach Unterlindelbach. Der ÖPNV bedient das Dorf an einer Haltestelle der Buslinie 217 des VGN. Der nächstgelegene Bahnhof an der Gräfenbergbahn befindet sich in Mitteldorf.